# Ramphothèque
Pour les articles homonymes, voir culmen.

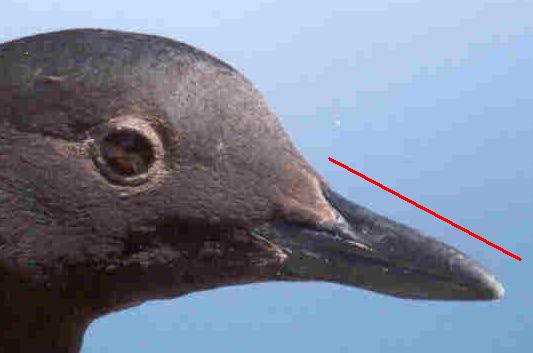
La ramphothèque et la ligne rouge indiquant la longueur du culmen.

La ramphothèque ou rhamphothèque, (du grec ῥάμφος / rhamphos (« bec ») et θήκη / thèkè (« étui »)), est le tégument corné du bec des oiseaux ou des tortues, constitué de deux parties, une pour la mandibule supérieure, l'autre pour la mandibule inférieure. La ramphothèque peut être simple ou composée (alors constituée de plusieurs plaques). Comme tout tégument, la rhamphothèque se renouvelle constamment.
La ramphothèque présente une forme de culmen (arête dorsale de la mandibule supérieure) caractéristique de chaque espèce. La maxille est la mandibule inférieure. Chez les oiseaux, la partie charnue, sans plume, qui recouvre la base de la ramphothèque est appelée cire.